# Erembodegem

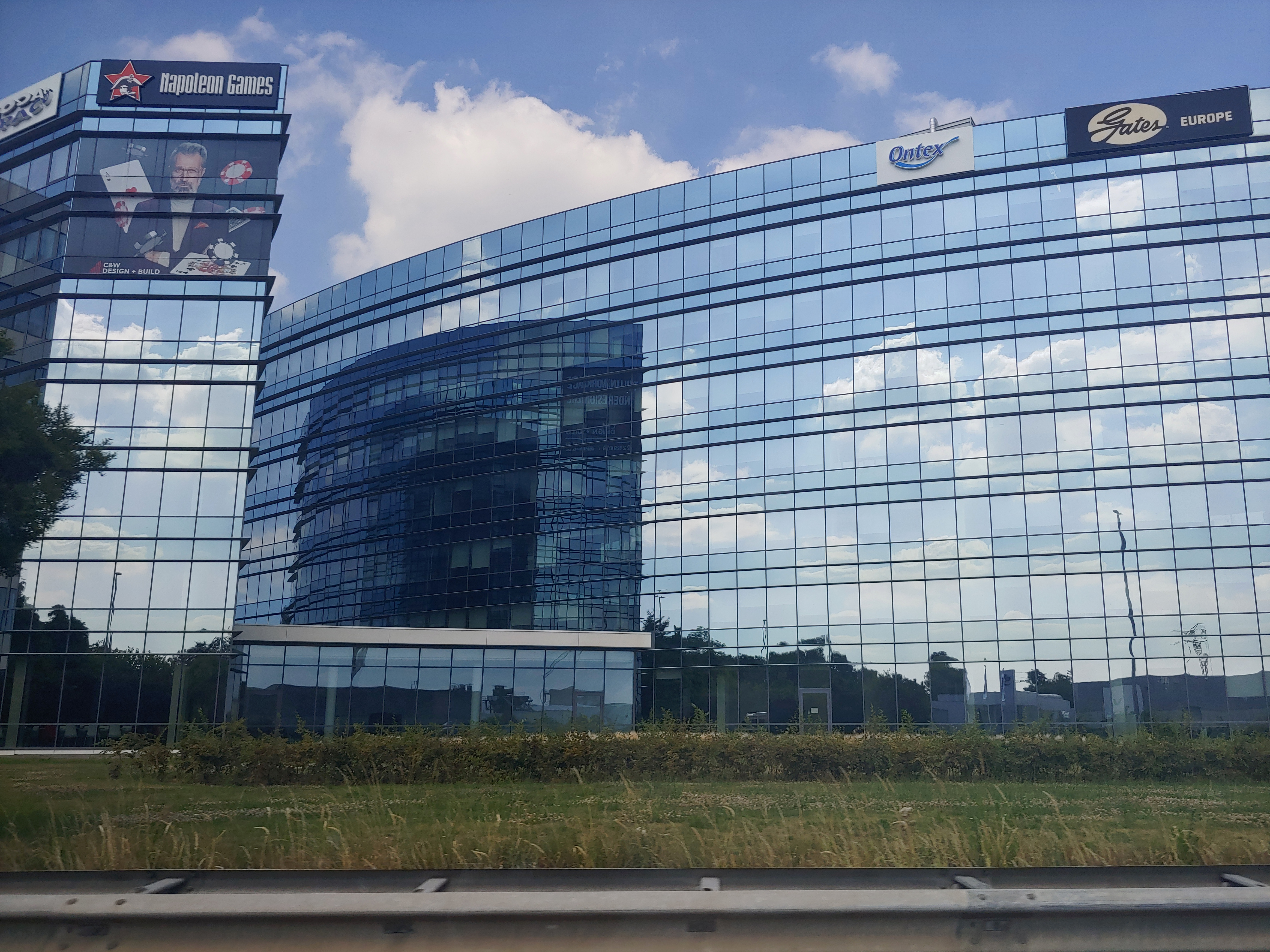

Erembodegem is een dorp in de Belgische provincie Oost-Vlaanderen en (na Aalst zelf) de grootste deelgemeente van de stad Aalst, zowel in oppervlakte als inwonersaantal, het was een zelfstandige gemeente tot aan de gemeentelijke herindeling van 1977. Erembodegem ligt in de Denderstreek en wordt doormidden gesneden door de Dender, waarbij de oostelijke helft op de rechteroever een vijftiental meter hoger ligt.

## Geschiedenis
In de omgeving van Erembodegem bevond zich de Romeinse weg over de Dender die van Elewijt over Asse naar Wervik verliep. Hier was toen enige bewoning.
Erembodegem werd in 1146 voor het eerst vermeld als Erembaldengem. Vanaf 1227 was het dorp eigendom van de Graven van Vlaanderen, die de heerlijkheid af en toe uitgaven aan adellijke families.
In 1855 werd de spoorlijn van Aalst naar Geraardsbergen aangelegd. Het dorp verstedelijkte. Pendelaars gingen aanvankelijk per spoor naar hun werk. Omstreeks 1900 kwam er enige industriële bedrijvigheid. In 1956 kwam de A10 gereed en langs deze autoweg verrezen dan weer bedrijventerreinen.
In Erembodegem werd vroeger veel hop geteeld. Een voorbeeld van een typisch Erembodegemse hopvariëteit is Loeren.
Het was tot eind 1976 een zelfstandige gemeente. De gemeente werd op 1 januari 1977 opgedeeld; het andere dorp in de toenmalige gemeente, Terjoden, werd een deel van de fusiegemeente Haaltert.

## Demografische ontwikkeling
- Bronnen:NIS, Opm:1831 tot en met 1970=volkstellingen; 1976 = inwoneraantal op 31 december

## Bezienswaardigheden
- De Onze-Lieve-Vrouw-Hemelvaartkerk
- De Sint-Amanduskerk voor de wijken Ten Bos en Ressebeke
- De Onze-Lieve-Vrouw Termurenkapel
- De Sint-Amanduskapel
- De Oliemolen
- Het Waterkot, een watermolenrestant

## Natuur en landschap
Erembodegem ligt aan de Dender. Het dorp is verstedelijkt, vooral door de nabijheid van Aalst en de bijbehorende infrastructuur. Het dorp ligt in Zandlemig Vlaanderen op een hoogte van ongeveer 20 meter. Het wordt van de kom van Aalst gescheiden door de natuurgebieden Osbroek en Gerstjens. In het zuiden, langs de Dender, ligt natuurgebied Wellemeersen. In het oosten vindt men het Kluizenbos.

## Toerisme
Door dit dorp loopt onder meer de fietsroute Denderende steden via het jaagpad naast de Dender.
In de Kapel OLV Termuren langs de Kapellekensbaan vindt jaarlijks een Noveen plaats in de aanloop naar de katholieke feestdag van Onze-Lieve-Vrouw Hemelvaart op 15 augustus. De kapel werd gebouwd in de 17e eeuw en wordt dikwijls aanbeden om genezing te bekomen. Ze is omgeven door lindebomen die thans 2022 gekapt en vervangen worden door nieuwe exemplaren.

## Sport
In Erembodegem spelen de voetbalclubs FC Doggen Erembodegem en KSK Erembodegem.
Er is ook een basketclub in Erembodegem, genaamd BBC Erembodegem. Vanaf november 2016 speelt Lindemans Aalst (Euromillions Volley League) zijn thuiswedstrijden in sportcomplex Schotte, op de site van de vroegere Leerlooierij Schotte.
Tafeltennisclub TTC. Erembodegem is met een zevental ploegen actief in diverse competities. Ze spelen hun thuismatchen sinds een aantal jaren in Sporthal De Voorstad, de vroegere KTA sporthal in Aalst.

## Cultuur
In Erembodegem zijn 3 muzikale verenigingen:
- Koninklijke Harmonie Niets zonder Arbeid, Trouw en Eendracht
- Koninklijke Fanfare Sint-Cecilia
- De Terjodenaren

3 toneelverenigingen:
- Onder Den Toren
- Tijl en Nele
- Jongeren en Toneel in Erembodegem (JETIE)

1 dansclub:
- Keydancezone

## Bekende (ex-)inwoners
- Alfons Van De Maele (1874-1938), dichter
- Dom Modest van Assche (1891-1945) abt van de Sint-Pietersabdij van Steenbrugge te Assebroek
- Louis Paul Boon (1912-1979), Vlaamse auteur
- Willy De Bruyn (1914-1989), Vlaams wielrenner
- Roger Moens (1930), atleet, sportjournalist en politiefunctionaris
- Louis De Pelsmaeker (1939), sportjournalist
- Jef Vermassen (1947), advocaat
- Raymond van het Groenewoud (1950), muzikant
- Patrick Bernauw (1962), Vlaams schrijver
- Sabine Appelmans (1972), tennisspeelster

## Nabijgelegen kernen
Aalst, Nieuwerkerken, Welle, Affligem